# Erynnis afranius
Erynnis afranius là một loài bướm ngày thuộc họ Bướm nhảy. Nó được tìm thấy ở miền bắc México kéo dài qua miền trung nước Mỹ đến miền nam Alberta, Saskatchewan, và Manitoba.
Sải cánh dài 25–31 mm. There can be two generations from mid-May to cuối tháng 8.
Ấu trùng ăn Lupinus spp., Lotus spp., and Thermopsis rhombifolia.